# At the Apollo
At the Apollo es un álbum en vivo de Arctic Monkeys en su concierto final en su tour mundial de 2007, grabado en Mánchester, Inglaterra. De este álbum se grabó el primer el primer DVD de la banda Arctic Monkeys Live At The Apollo, con formato de película de 35 mm en sonido envolvente. Fue dirigido por Richard Ayoade y fotografiado por el cinematógrafo Danny Cohen (This Is England). Fue editado por Nick Fenton (Heima), y producido por Diarmid Scrimshaw (Dead Man Shoes).

## Lista de canciones
1. "Brianstorm"
2. "This House Is a Circus"
3. "Teddy Picker"
4. "I Bet You Look Good on the Dancefloor"
5. "Dancing Shoes"
6. "From the Ritz to the Rubble"
7. "Fake Tales of San Francisco"
8. "Balaclava"
9. "When the Sun Goes Down"
10. "Nettles"
11. "D Is for Dangerous"
12. "Leave Before the Lights Come On"
13. "Fluorescent Adolescent"
14. "Still Take You Home"
15. "Da Frame 2R"
16. "Plastic Tramp"
17. 505
18. "Do Me a Favour"
19. "A Certain Romance"
20. "The View from the Afternoon"
21. "If You Were There, Beware"

## Bonus tracks
1. "Balaclava"
2. "Bad Woman" (con Richard Hawley)